# Love Records

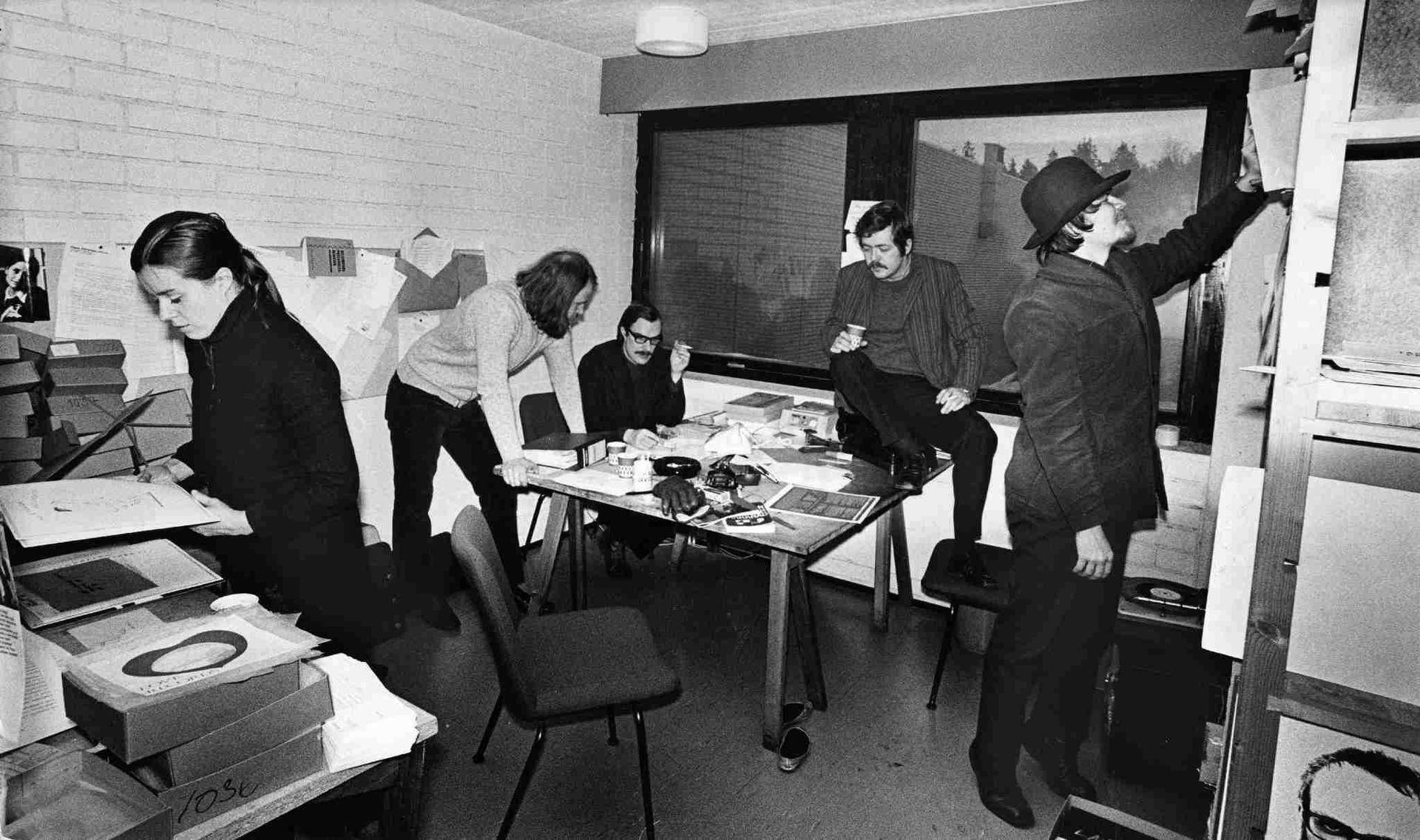
Photographie des installations de la maison de disques finlandaise Love Records à Pitäjänmäki, Helsinki (bâtiment du studio Finnvox). De gauche à droite, Jertta Roos, Seppo Paakkunainen, Henrik Otto Donner, Christian Schwindt et M. A. Numminen.

Love Records était une maison de disques finlandaise, fondée en 1966, qui devint dans les années 1970 la plus importante maison de disques dans le domaine de la musique alternative et commercialement marginale en Finlande. Elle fit faillite en 1979, son catalogue étant alors repris principalement par la compagnie Johanna. Love Records était également fameuse pour son logo obscène et libertaire.
La plupart des grands groupes et artistes finlandais dans les genres rock et pop en finnois ont publié leurs disques chez Love : on peut citer notamment Juice Leskinen, Hurriganes, Pelle Miljoona, Leevi and the Leavings, dans le domaine de la pop folk Kaseva, Hector, et dans le domaine du rock progressif Wigwam et Pekka Pohjola. Beaucoup de compositeurs et chanteurs étiquetés à gauche figuraient également au catalogue, comme Kaj Chydenius et Aulikki Oksanen.